# Lijst van voetbalinterlands Maleisië - Qatar
Deze lijst van voetbalinterlands is een overzicht van alle officiële voetbalwedstrijden tussen de nationale teams van Maleisië en Qatar. De landen hebben tot op heden zeven keer tegen elkaar gespeeld. De eerste ontmoeting, een groepswedstrijd tijdens de Azië Cup 1980, werd gespeeld in Koeweit op 22 september 1980. Het laatste duel, een kwalificatiewedstrijd voor de Azië Cup 2015, vond plaats op 19 november 2013 in Shah Alam.

## Wedstrijden
| № | Plaats    | Datum             | Competitie                 | Wedstrijd        | Uitslag |
| - | --------- | ----------------- | -------------------------- | ---------------- | ------- |
| 1 | Koeweit   | 22 september 1980 | Azië Cup 1980              | Maleisië − Qatar | 1 − 1   |
| 2 | Gwangju   | 23 september 1986 | Aziatische Spelen 1986     | Maleisië − Qatar | 1 − 1   |
| 3 | Doha      | 27 maart 1989     | Vriendschappelijk          | Qatar − Maleisië | 1 − 0   |
| 4 | Hongkong  | 4 maart 2001      | WK 2002 kwalificatie       | Qatar − Maleisië | 5 − 1   |
| 5 | Doha      | 20 maart 2001     | WK 2002 kwalificatie       | Maleisië − Qatar | 0 − 0   |
| 6 | Doha      | 6 februari 2013   | Azië Cup 2015 kwalificatie | Qatar − Maleisië | 2 − 0   |
| 7 | Shah Alam | 19 november 2013  | Azië Cup 2015 kwalificatie | Maleisië − Qatar | 0 − 1   |

## Samenvatting
| Competitie            | Totaal gespeeld | Winst Maleisië | Gelijk | Winst Qatar | Doelsaldo Maleisië – Qatar |
| --------------------- | --------------- | -------------- | ------ | ----------- | -------------------------- |
| WK-kwalificatie       | 2               | 0              | 1      | 1           | 1 − 5                      |
| Azië Cup              | 1               | 0              | 1      | 0           | 1 − 1                      |
| Azië Cup-kwalificatie | 2               | 0              | 0      | 2           | 0 − 3                      |
| Aziatische Spelen     | 1               | 0              | 1      | 0           | 1 − 1                      |
| Vriendschappelijk     | 1               | 0              | 0      | 1           | 0 − 1                      |
| Totaal                | 7               | 0              | 3      | 4           | 3 − 11                     |

FAM · 
A-internationals · 
Maleisisch vrouwenelftal
Afghanistan ·
Algerije ·
Australië ·
Bahrein ·
Bangladesh ·
Bhutan ·
Bosnië en Herzegovina ·
Brazilië ·
Brunei ·
Cambodja ·
Canada ·
China ·
Engeland ·
Fiji ·
Filipijnen ·
Finland ·
Ghana ·
Hongkong ·
India ·
Indonesië ·
Irak ·
Iran ·
Israël ·
Jamaica ·
Japan ·
Jemen ·
Jordanië ·
Kenia ·
Kirgizië ·
Koeweit ·
Laos ·
Lesotho ·
Libanon ·
Liberia ·
Libië ·
Liechtenstein ·
Macau ·
Malediven ·
Marokko ·
Mongolië ·
Myanmar ·
Nepal ·
Nieuw-Zeeland ·
Noord-Korea ·
Oezbekistan ·
Oman ·
Oost-Timor ·
Pakistan ·
Palestina ·
Papoea-Nieuw-Guinea ·
Qatar ·
Saoedi-Arabië ·
Salomonseilanden ·
Senegal ·
Singapore ·
Sri Lanka ·
Syrië ·
Tadzjikistan ·
Taiwan ·
Thailand ·
Turkije ·
Turkmenistan ·
Uruguay ·
Verenigde Arabische Emiraten ·
Vietnam ·
Zuid-Korea ·
Zuid-Vietnam ·
Zweden
QFA · A-internationals · Bondscoaches · Statistieken · Qatarees vrouwenelftal · Qatar U21 · Qatar U20 · Qatar U19 · Qatar U18 · Qatar U17
1970 – 1979 ·
1980 – 1989 ·
1990 – 1999 ·
2000 – 2009 ·
2010 – 2019 ·
2020 − 2029
OS 1984 · 
OS 1992
1970 · 
1971 · 
1972 · 
1973 · 
1974 · 
1975 · 
1976 · 
1977 · 
1978 · 
1979 · 
1980 · 
1981 · 
1982 · 
1983 · 
1984 · 
1985 · 
1986 · 
1987 · 
1988 · 
1989 · 
1990 · 
1991 · 
1992 · 
1993 · 
1994 · 
1995 · 
1996 · 
1997 · 
1998 · 
1999 · 
2000 · 
2001 · 
2002 · 
2003 · 
2004 · 
2005 · 
2006 · 
2007 · 
2008 · 
2009 · 
2010 · 
2011 · 
2012 · 
2013 · 
2014 ·
2015 ·
2016 ·
2017 ·
2018 ·
2019 ·
2020 ·
2021 ·
2022 ·
2023 ·
2024
Afghanistan ·
Albanië ·
Algerije ·
Andorra ·
Argentinië ·
Australië ·
Azerbeidzjan ·
Bahrein ·
Bangladesh ·
België ·
Bhutan ·
Bosnië en Herzegovina ·
Brazilië .
Bulgarije ·
Burkina Faso ·
Cambodja ·
Canada ·
Chili ·
China ·
Colombia ·
Congo-Kinshasa ·
Costa Rica ·
Curaçao ·
Ecuador ·
Egypte ·
El Salvador ·
Estland ·
Filipijnen ·
Finland ·
Georgië ·
Ghana ·
Grenada ·
Griekenland ·
Guatemala ·
Haïti ·
Honduras ·
Hongarije ·
Hongkong ·
Ierland ·
IJsland ·
India ·
Indonesië ·
Irak ·
Iran ·
Ivoorkust ·
Jamaica ·
Japan ·
Jemen ·
Jordanië ·
Kazachstan ·
Kenia ·
Kirgizië ·
Koeweit ·
Kroatië ·
Laos ·
Letland ·
Libanon ·
Libië ·
Liechtenstein ·
Luxemburg ·
Malediven ·
Maleisië ·
Mali ·
Malta ·
Marokko ·
Mauritius ·
Mexico ·
Moldavië ·
Myanmar ·
Nederland ·
Nieuw-Zeeland ·
Noord-Ierland ·
Noord-Korea ·
Noord-Macedonië ·
Noorwegen ·
Oezbekistan ·
Oman ·
Pakistan ·
Palestina ·
Panama ·
Paraguay ·
Peru ·
Portugal ·
Rusland ·
Saoedi-Arabië ·
Schotland ·
Senegal ·
Servië ·
Singapore ·
Slovenië ·
Soedan ·
Sri Lanka ·
Syrië ·
Tadzjikistan ·
Thailand ·
Tsjechië ·
Tunesië ·
Turkije · 
Turkmenistan ·
Verenigde Arabische Emiraten ·
Verenigde Staten ·
Vietnam ·
Wales ·
Zimbabwe ·
Zuid-Korea ·
Zweden ·
Zwitserland
Ecuador (2022) ·
Nederland (2022)